# 리비뇨 고개
리비뇨 고개(Livigno Pass 또는 이탈리아어: Forcola di Livigno Pass, 로만슈어: Fuorcla da Livign)는 스위스 그라우뷘덴주와 이탈리아의 손드리오도 사이 국경의 알프스산맥의 고갯길이다. 통과 높이는 해발 2,315m이다.
스위스의 베르니나 고개와 이탈리아의 리비뇨를 연결한다.

## 지리
흑해와 지중해 사이의 유역(다뉴브강- 포강 유역)이 이를 따라 흘러간다. 알프스 남쪽의 스위스에서 알프스 북쪽의 이탈리아로 환승할 수 있는 스위스와 이탈리아를 잇는 유일한 고개이다.
고개 위의 도로는 베르니나 고개의 남쪽 램프에서 분기된다. 리비뇨 호수의 문트라쉐라 터널은 유료이기 때문에 여름철에는 리비뇨로 가는 길에 더 저렴한 대안을 제공한다. 겨울에는 고개가 폐쇄된다. 2016년 9월, 그라우뷘덴주의 주정부는 6월 첫째 월요일 이전에 고개를 개방하고, 11월 마지막 금요일까지 고개를 닫기로 결정했다. 눈사태의 위험으로 인해 늦게 개방되거나, 일찍 폐쇄될 수도 있다.